# Azamat Zaseev
Azamat Vjačeslavovič Zaseev (in russo Азамат Вячеславович Засеев?; Pokrov, 29 giugno 1988) è un ex calciatore russo, di ruolo centrocampista.